# Galvanize
Galvanize is een nummer van The Chemical Brothers, uitgebracht op 2 mei 2005 door het platenlabel Virgin. Het nummer behaalde de 18e positie in de UK Singles Chart. Het nummer is onder andere gebruikt als soundtrack in de videogame Need for Speed: Most Wanted.
Het nummer is geïnspireerd door het nummer Hadi Kedba Bayna (1992) van de Marokkaanse zangeres Najat Aâtabou.

## NPO Radio 2 Top 2000
| Nummer met noteringen in de NPO Radio 2 Top 2000 | '15  | '16  | '17  |
| ------------------------------------------------ | ---- | ---- | ---- |
| Galvanize                                        | 1715 | 1735 | 1664 |

1. ↑  Een vetgedrukt getal geeft de hoogste notering aan.
2. ↑  2015 was het eerste jaar met een notering voor dit nummer.
3. ↑  Deze tabel is bijgewerkt tot en met de laatste editie (2024).